# Спаськ (Нижньогородська область)
Спаськ (рос. Спасск) — присілок в Вачському районі Нижньогородської області Російської Федерації.
Населення становить 2 особи. Входить до складу муніципального утворення Новосельська сільрада.

## Історія
Від 2009 року входить до складу муніципального утворення Новосельська сільрада.

## Населення
| 1859 | 1905 | 1926 | 1999 | 2002 | 2010 |
| ---- | ---- | ---- | ---- | ---- | ---- |
| 279  | ↘256 | ↘158 | ↘11  | ↗12  | ↘2   |